# 萊勞巴赫河
49°36′14″N 12°14′49″E / 49.60383°N 12.24689°E

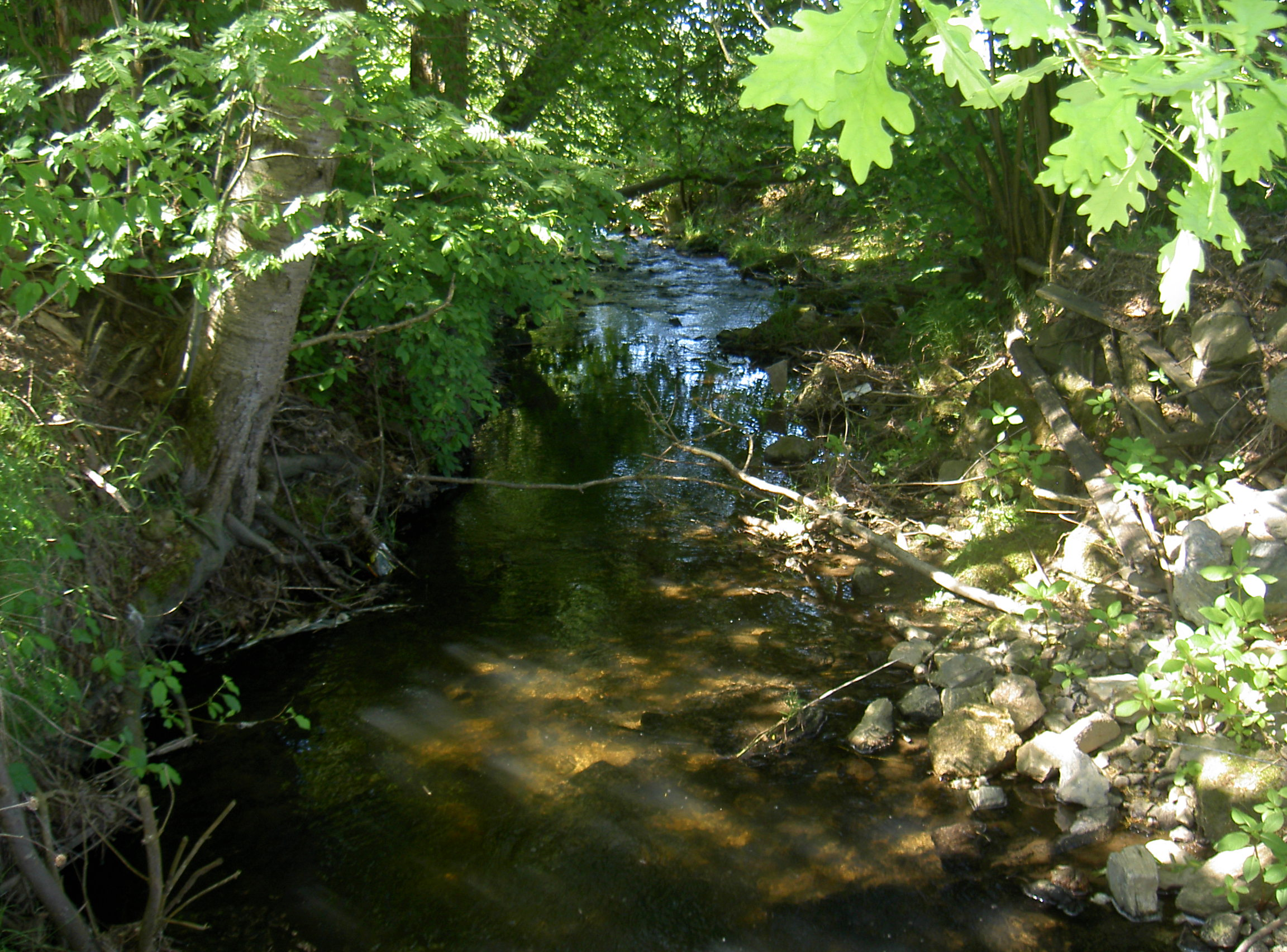

萊勞巴赫河（德語：Leraubach），是德國的河流，位於該國東南部，由巴伐利亞負責管轄，屬於盧厄河的左支流，河道全長12.8公里，流域面積27.1平方公里。